# Boloria nikolajewski
Boloria nikolajewski är en fjärilsart som beskrevs av Heydemann 1920. Boloria nikolajewski ingår i släktet Boloria och familjen praktfjärilar. Inga underarter finns listade i Catalogue of Life.